# پل میل
پل اورت میل (به انگلیسی: Paul Everett Meehl)، (زاده ۳ ژانویه ۱۹۲۰ – درگذشته ۱۴ فوریه ۲۰۰۳) روان‌شناس بالینی آمریکایی، استاد روان‌شناسی هاتاوی و ریجنتز در دانشگاه مینه‌سوتا و رئیس سابق انجمن روان‌شناسی آمریکا بود. نظرسنجی مروری بر روان‌شناسی عمومی، که در سال ۲۰۰۲ منتشر شد، میل را به‌عنوان هفتاد و چهارمین روان‌شناس پر استناد قرن بیستم در رتبه‌بندی در کنار النور جیبسون قرار داد. میل در طول حدود ۶۰ سال زندگی حرفه‌ای خود، کمک‌های مهمی به روان‌شناسی کرد، از جمله مطالعات تجربی و گزارش‌های نظری از اعتبار سازه، علت‌شناسی اسکیزوفرنی، ارزیابی روان‌شناختی، پیش‌بینی رفتاری، و فلسفه علم.